# نورا هروم
نورا هروم (متولد ۲۰ ژوئیهٔ ۱۹۹۴) یک فوتبالیست فنلاندی است که در پست هافبک برای باشگاه ایتالیایی آ.ث. میلان و تیم ملی زنان فنلاند بازی می‌کند.
هروم اولین بازی بین‌المللی خود برای تیم ملی فنلاند را در ۲۷ می ۲۰۱۲ در برابر بلژیک انجام داد. او همچنین در مسابقات قهرمانی زنان اروپا در سال ۲۰۱۳ با تیم ملی فنلاند حضور داشت.
با اینکه هروم در فنلاند متولد شده و رشد کرده‌است، پدرش اصلیتی مراکشی دارد. برادر او سمیر نیز یک فوتبالیست است.